# Regionalwahl in Apulien 2010
Die Regionalwahl in Apulien 2010 fand am 28. und 29. März statt; der Regionalrat und der Präsident der Region Apulien wurden gleichzeitig gewählt.

## Wahlergebnis
| Kandidaten                         | Kandidaten           | Stimmen   | %    | Listen                           | Stimmen   | %    | Mandate |
| ---------------------------------- | -------------------- | --------- | ---- | -------------------------------- | --------- | ---- | ------- |
|                                    | Nichi Vendolagewählt | 1.036.638 | 48,7 | Partito Democratico              | 410.395   | 20,8 | 19      |
| Sinistra Ecologia Libertà          | Nichi Vendolagewählt | 1.036.638 | 48,7 | 192.604                          | 9,7       | 9    |         |
| Italia dei Valori                  | Nichi Vendolagewählt | 1.036.638 | 48,7 | 127.865                          | 6,5       | 5    |         |
| La Puglia per Vendola              | Nichi Vendolagewählt | 1.036.638 | 48,7 | 109.382                          | 5,5       | 5    |         |
| Federazione della Sinistra - Verdi | Nichi Vendolagewählt | 1.036.638 | 48,7 | 64.441                           | 3,3       | –    |         |
| Lista Bonino-Pannella              | Nichi Vendolagewählt | 1.036.638 | 48,7 | 6.005                            | 0,3       | –    |         |
| ↳ Gesamt                           | Nichi Vendolagewählt | 1.036.638 | 48,7 | 910.692                          | 46,1      | 38   |         |
|                                    | Rocco Palese         | 899.590   | 42,3 | Il Popolo della Libertà          | 615.064   | 31,1 | 20      |
| La Puglia Prima di Tutto           | Rocco Palese         | 899.590   | 42,3 | 139.379                          | 7,1       | 4    |         |
| I Pugliesi per Rocco Palese        | Rocco Palese         | 899.590   | 42,3 | 95.070                           | 4,8       | 2    |         |
| AdC - PLI - DC - Caccia e Ambiente | Rocco Palese         | 899.590   | 42,3 | 11.047                           | 0,6       | –    |         |
| Popolari UDEUR                     | Rocco Palese         | 899.590   | 42,3 | 9.125                            | 0,5       | –    |         |
| Partito Pensionati                 | Rocco Palese         | 899.590   | 42,3 | 4.777                            | 0,2       | –    |         |
| Nicht gewählte Direktkandidat      | Rocco Palese         | 899.590   | 42,3 | –                                | –         | 1    |         |
| ↳ Gesamt                           | Rocco Palese         | 899.590   | 42,3 | 874.462                          | 44,2      | 27   |         |
|                                    | Adriana Poli Bortone | 185.370   | 8,7  | Unione di Centro                 | 128.542   | 6,5  | 4       |
| Io Sud - MpA                       | Adriana Poli Bortone | 185.370   | 8,7  | 57.901                           | 2,9       | –    |         |
| ↳ Gesamt                           | Adriana Poli Bortone | 185.370   | 8,7  | 186.443                          | 9,4       | 4    |         |
|                                    | Michele Rizzi        | 7.376     | 0,3  | Partito di Alternativa Comunista | 5.834     | 0,3  | –       |
| Gesamt                             | Gesamt               | 2.128.974 | 100  |                                  | 1.976.981 | 100  | 69      |